# Martin Friedrich Rabe
Martin Friedrich Rabe (* 17. November 1775 in Stendal; † 17. Oktober 1856 in Berlin) war ein preußischer Architekt, Hochschullehrer und preußischer Baubeamter. Mit Darstellungen insbesondere zur Frühgeschichte der Mark Brandenburg machte sich Rabe zudem als Historiker einen Namen.

## Leben
Rabe studierte an der Architektonischen Lehranstalt der Berliner Akademie der Künste bei Friedrich Becherer und legte 1795 die Bauführerprüfung ab (1. Staatsexamen). Er arbeitete anschließend unter anderem bei David Gilly. 1794 war er an der Bauaufnahme der Marienburg beteiligt. Von 1796 bis 1799 wirkte er als Bauleiter bei der Umgestaltung von Schloss Paretz und Dorf Paretz durch David Gilly mit. Rabe bestand im Jahr 1800 die Baumeisterprüfung (2. Staatsexamen) vor dem Oberbaudepartement und wurde als Baukondukteur angestellt. Von 1800 bis 1801 wurde er zu Heinrich Gentz abgestellt und arbeitete an den Entwürfen für Weimarer Bauten mit. Von 1801 bis 1804 hatte er beim Ausbau des Weimarer Schlosses durch Heinrich Gentz die Bauleitung. Er arbeitete ab 1804 als Bauinspektor beim Oberhofbauamt, ab 1806 bei der Schlossbaukommission und ab 1829 als Schlossbaumeister. Parallel zu seiner Tätigkeit in der Bauverwaltung war er von 1810 bis 1856 Mitglied des Senats der Akademie der Künste und lehrte bis 1831 als Professor an der Berliner Bauakademie. 1842 wurde Rabe pensioniert, betrieb aber weiterhin umfangreiche kunstgeschichtliche Studien. Im Januar 1848 wurde er mit dem preußischen Roten Adlerorden 4. Klasse ausgezeichnet.
Rabe war mit Sophia Theodora geb. Frick verheiratet. Das Paar hatte zwei Söhne, den Architekten Ottomar Friedrich Theodor Rabe (* 1812) und den Maler Edmund Rabe.
Martin Friedrich Rabe starb am 17. Oktober 1856, einen Monat vor seinem 81. Geburtstag, in Berlin. Beigesetzt wurde er auf dem Friedhof der Dorotheenstädtischen und Friedrichswerderschen Gemeinden an der Chausseestraße in Berlin. Das Grab ist nicht erhalten.

## Werk (Auswahl)
Bauten und Entwürfe
- 1797/98 Evangelische Dorfkirche Paretz (zugeschrieben)
- 1799 Paretzer Skizzenbuch (Zeichnungen aller Paretzer Bauten als Geschenk für Friedrich Wilhelm III.)[5]
- 1801–1804 Bauleitung in Weimar, u. a. Schießhaus und Stadthaus, Theater in Lauchstädt und nach eigenem Entwurf das neugotische Bernhardzimmer im Schloss
- 1805: Schloss für die Familie von Bernstorff in Wedendorf (Mecklenburg) (dreigeschossiger, klassizistischer Bau, heute als Hotel genutzt)
- 1802 ff.: Mausoleum in Bukowiec, sog. „Abteiruine“ in Buchwald (Niederschlesien)
- 1810/11 Luisenpforte in Paretz
- 1816–1820 Klassizistischer Umbau des Süd- und Westflügels des Akademiegebäudes in Berlin, Unter den     Linden
- 1816/17 Um- und Ausbau der Garnisonkirche in Berlin
- 1816 und 1818 Doppelgewächshaus im Botanischen Garten in Schöneberg
- 1824 Voliere und Säulenfontäne auf der Pfaueninsel

Schriften
- Das Grabmal des Kurfürsten Johannes Cicero von Brandenburg in der Domkirche zu Berlin: ein Kunstwerk von Peter Vischer dem Aelteren in Nürnberg, beendigt von seinem Sohne Johannes Vischer Lüderitz, Berlin 1843 (staatsbibliothek-berlin.de).
- Die eiserne Jungfer und das heimliche Gericht im königlichen Schlosse zu Berlin. Haude, Berlin 1847 (digitale-sammlungen.de).
- Der Püsterich zu Sondershausen, kein Götzenbild. Ernst u. Korn, Berlin 1852 (digitale-sammlungen.de).
- Jaczo von Copnic, Eroberer der Feste Brandenburg. Kein Slawenhäuptling in der Mark Brandenburg, sondern ein polnischer Heerführer. Nicolaische Buchhandlung, Berlin 1856 (babel.hathitrust.org).